# Germaine Mason
Germaine Mason (Reino Unido, 20 de enero de 1983-20 de abril de 2017) fue un atleta británico, especializado en la prueba de salto de altura en la que llegó a ser subcampeón olímpico en 2008.

## Carrera deportiva
En los JJ. OO. de Pekín 2008 ganó la medalla de plata en el salto de altura, con una marca de 2.34 metros, tras el Andrey Silnov (oro con 2.36 m) y por delante de otro ruso Yaroslav Rybakov (bronce también con 2.34 m pero en más intentos).